# Jämjö socken
Jämjö socken i Blekinge ingick i Östra härad, ingår sedan 1974 i Karlskrona kommun och motsvarar från 2016 Jämjö distrikt.
Socknens areal är 88,2 kvadratkilometer, varav land 87,6. År 2000 fanns här 3 563 invånare. Tätorten Jämjö med sockenkyrkan Jämjö kyrka ligger i socknen. 

## Administrativ historik
Socknen har medeltida ursprung.
Vid kommunreformen 1862 övergick socknens ansvar för de kyrkliga frågorna till Jämjö församling och för de borgerliga frågorna till Jämjö landskommun. Landskommunen utökades 1952 och uppgick 1974 i Karlskrona kommun.
1 januari 2016 inrättades distriktet Jämjö, med samma omfattning som församlingen hade 1999/2000.  
Socknen har tillhört län, fögderier, tingslag och domsagor enligt vad som beskrivs i artikeln Östra härad.
Socken indelades fram till 1901 i 58 båtsmanshåll, vars båtsmän tillhörde Blekinges 1:a (2:a före 1845) båtsmanskompani.

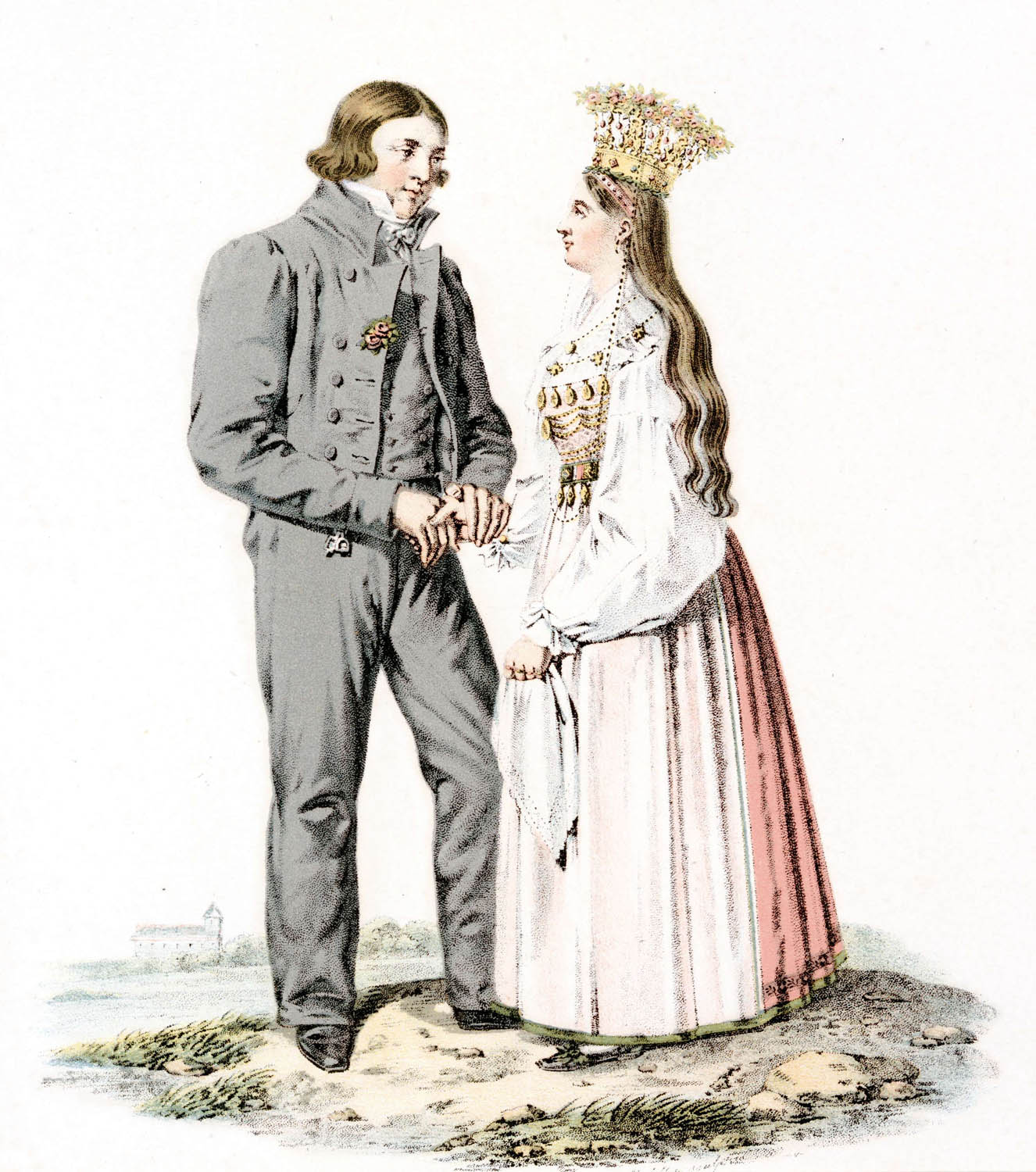
Brudpar från Jämjö socken. Bild ur planschverket Ett år i Sverige graverad av Christian Forssell efter Johan Gustaf Sandbergs förlaga.

## Geografi
Jämjö socken sträcker sig från strax söder om smålandsgränsen med småskaligt odlingslandskap i skogsbygder ner till öppna dalgångsbygder i anslutning till Hallarumsviken.
Följande byar ingår i Jämjö socken: Torp, Hallarum, Binga, Hammarby, Ellet, Duverum, Jämjö, Kråkerum, Snällebäck, Flyeboda, Kättilsboda, Brändamåla, Övraboda, Flakulla, Sillesås, Grettlinge, Ekeryd, Kexelåkra, Horsaryd, Huckullen, Törnåkra, Femmeryd, Slätten, Häljarum och Lökarydsmåla.

## Fornminnen
Rösen och stensättningar i berglägen, uppallade stenar och skålgropsförekomster finns från bronsåldern. Järnåldersgravfält (högar, rösen, stensättningar och resta stenar) finns bl. a. vid Binga, Hallarum, Hammarby, Häljarum, Flakulla (bl. a. resta stenar), Torp (å Sjöryds utmark). Domarringar är antecknade från Flakulla och Häljarum.

## Namnet
Namnet på socknen är taget från kyrkbyn (1569 Jemgöde). Namnet anses innehålla en term iæmgødhe, till adjektivet jämn och verbet göda ’förbättra’ Före 1901 skrevs namnet Jemjö.

## Befolkningsutveckling

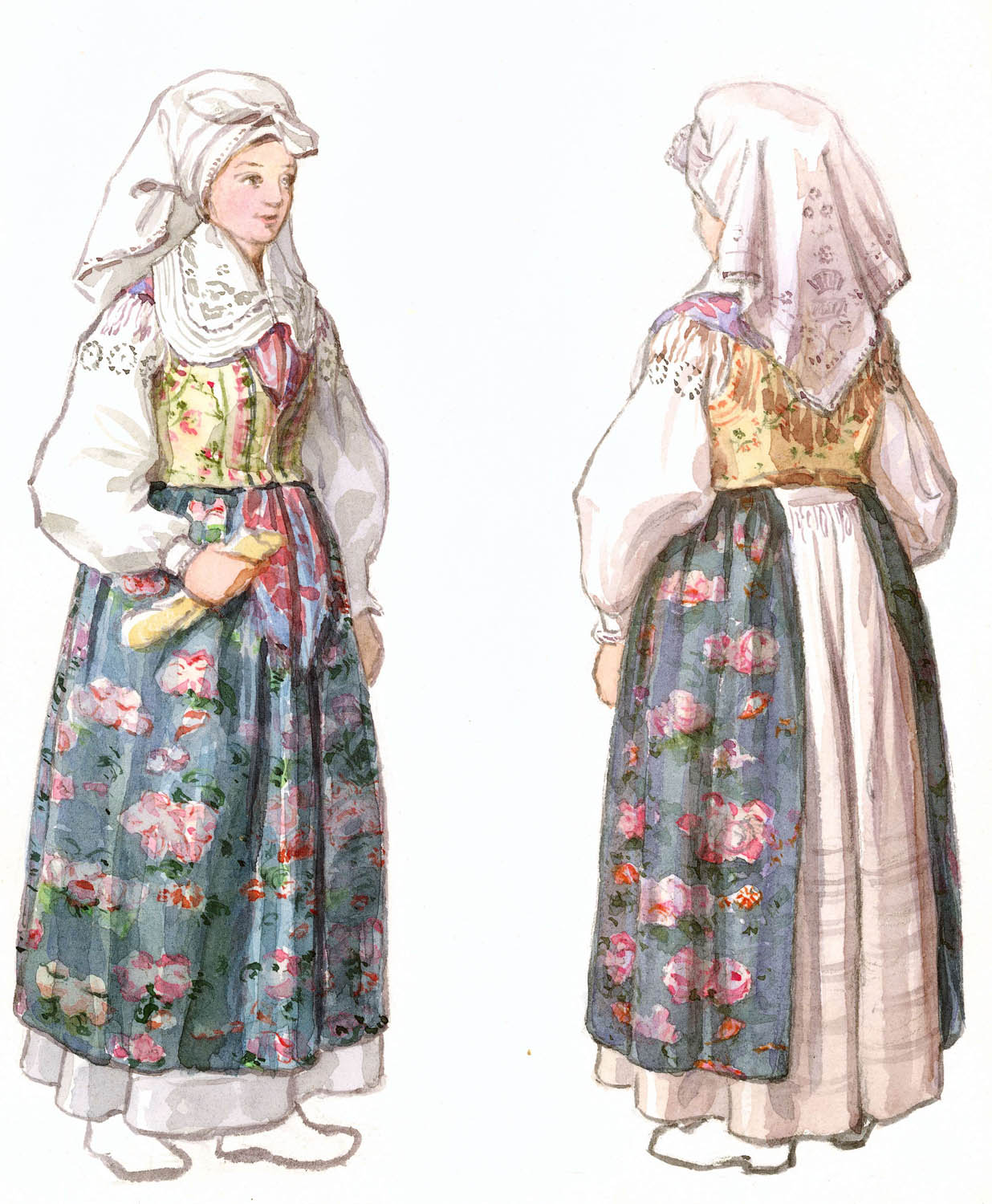
Kvinnodräkt från Jämjö socken.

| Befolkningsutvecklingen i Jämjö socken 1780–1990                                                        | Befolkningsutvecklingen i Jämjö socken 1780–1990 | Befolkningsutvecklingen i Jämjö socken 1780–1990 | Befolkningsutvecklingen i Jämjö socken 1780–1990 | Befolkningsutvecklingen i Jämjö socken 1780–1990 |
| --- | ------------------------------------------------ | ------------------------------------------------ | ------------------------------------------------ | ------------------------------------------------ |
| |                                                  |                                                  |                                                  |                                                  |
| År |                                                  |                                                  | Folkmängd                                        |                                                  |
| 1780 | 1780                                             |                                                  | 1 520                                            |                                                  |
| 1790 | 1790                                             |                                                  | 1 392                                            |                                                  |
| 1800 | 1800                                             |                                                  | 1 652                                            |                                                  |
| 1810 | 1810                                             |                                                  | 1 757                                            |                                                  |
| 1820 | 1820                                             |                                                  | 2 112                                            |                                                  |
| 1830 | 1830                                             |                                                  | 2 283                                            |                                                  |
| 1840 | 1840                                             |                                                  | 2 576                                            |                                                  |
| 1850 | 1850                                             |                                                  | 2 748                                            |                                                  |
| 1860 | 1860                                             |                                                  | 2 896                                            |                                                  |
| 1870 | 1870                                             |                                                  | 3 126                                            |                                                  |
| 1880 | 1880                                             |                                                  | 3 276                                            |                                                  |
| 1890 | 1890                                             |                                                  | 3 073                                            |                                                  |
| 1900 | 1900                                             |                                                  | 2 678                                            |                                                  |
| 1910 | 1910                                             |                                                  | 2 492                                            |                                                  |
| 1920 | 1920                                             |                                                  | 2 574                                            |                                                  |
| 1930 | 1930                                             |                                                  | 2 626                                            |                                                  |
| 1940 | 1940                                             |                                                  | 2 560                                            |                                                  |
| 1950 | 1950                                             |                                                  | 2 369                                            |                                                  |
| 1960 | 1960                                             |                                                  | 2 310                                            |                                                  |
| 1970 | 1970                                             |                                                  | 2 975                                            |                                                  |
| 1980 | 1980                                             |                                                  | 3 750                                            |                                                  |
| 1990 | 1990                                             |                                                  | 3 826                                            |                                                  |
| Anm: Källor: Umeå universitet - Tabellverket 1749-1859, Demografiska databasen, CEDAR, Umeå universitet |                                                  |                                                  |                                                  |                                                  |

## Personer från Jämjö socken
- Ragnar Jändel